# Liste der Parks und Grünanlagen im Berliner Bezirk Charlottenburg-Wilmersdorf

Lage des Bezirks Charlottenburg-Wilmersdorf in Berlin

Die Liste der Parks und Grünanlagen im Berliner Bezirk Charlottenburg-Wilmersdorf ist eine Zusammenstellung von Parks und Grünflächen, die folgende Kriterien erfüllen: Sie liegen in den Ortsteilen des Bezirks Charlottenburg-Wilmersdorf, sind durch die Bezirksverwaltung zur Nutzung für die Allgemeinheit freigegeben (gewidmet), geschützt und haben eine Fläche von je mindestens 2000 m².

## Überblick
Im Bezirk befinden sich mindestens die hier gelisteten öffentlichen Parks und gewidmeten Grünanlagen (Stand: Ende Mai 2023). In die Zusammenstellung werden nicht aufgenommen: Friedhöfe, reine Sportparks, Straßen- oder Rahmengrün und Anlagen, die keine deutliche Außenwahrnehmung besitzen, beispielsweise Spielplätze. Die Liste ist alphabetisch vorsortiert nach dem Ortsteil und dem amtlichen Namen des Parks oder der Straße, an der die Grünanlage liegt.
Die Ortsteile stehen mit folgenden Abkürzungen in der ersten Spalte:
- Ch = Berlin-Charlottenburg
- ChN = Berlin-Charlottenburg-Nord
- Gr = Berlin-Grunewald
- Hs = Berlin-Halensee
- Sd = Berlin-Schmargendorf
- We = Berlin-Westend
- Wi = Berlin-Wilmersdorf

| OT    | Name des Parks der Grünanlage/ Lage                                        | Objekt- nummer                                                                       | wann angelegt                          | Gartenarchitekt / Planer                    | Fläche in ha             | Kurzdarstellung und Bild |
| ----- | -------------------------------------------------------------------------- | ------------------------------------------------------------------------------------ | -------------------------------------- | ------------------------------------------- | ------------------------ | --- |
| Ch    | Alt-Lietzow – Mittelinsel mit Spielplatz (Lage)                            | 00578, 00918                                                                         | 1821–1824                              | Ludwig Neßler                               | 0,43                     | Das ehemalige Dorf Lützow oder Lietzow wurde im Jahr 1239 erstmals erwähnt. Auf dem östlichen Teil des Platzes stand ursprünglich eine Feldsteinkirche aus dem 15. Jahrhundert. Vom Jahr 1821 bis 1824 hat der Gartenarchitekt Ludwig Neßler den Stadtplatz neu gestaltet. Zwischen den Jahren 1848 und 1850 wurde die Kirche durch einen Bau von Friedrich August Stüler ersetzt. Auf dem Platz gegenüber der Kirche wurde zwischen den Jahren 1873 und 1875 ein Kriegerdenkmal für die Gefallenen der Kriege von 1864 bis 1871 errichtet. Im Jahr 1897 hat die Stadt Berlin den Stadtplatz von der Kirchengemeinde übernommen. Er wurde im Jahr 1900 ebenfalls von Ludwig Neßler umgestaltet. Die zu klein gewordene Kirche von Stüler wurde in den Jahren 1910/11 abgerissen und durch eine größere evangelische Pfarrkirche (Lützowkirche) im neubarocken Stil ersetzt. Der Gartendirektor Felix Buch legte im Jahr 1936 einen halbkreisförmigen Sandspielplatz in der Nische hinter dem Denkmal an. Ein Jahr später erhielt der Stadtplatz im Zuge einer Kampagne den Namen Alt-Lietzow. Der Stadtplatz steht seit dem Jahr 1995 unter Denkmalschutz. |
| Ch    | Amtsgerichtsplatz (Lage)                                                   | 00162                                                                                | 1897                                   |                                             | 0,22                     | Der Platz wurde nach dem Bau des Amtsgerichts angelegt. Im Jahr 1979 wurde die Bronzeskulptur Treblinka von Vadim Sidur für die Opfer des Vernichtungslager Treblinka aufgestellt. An der nordöstlichen Ecke des Platzes befindet sich eine 1905 errichtete Bedürfnisanstalt, die von Rudolf Walter und Walther Spickendorff geschaffen wurde, heute als Bistro genutzt wird und denkmalgeschützt ist. |
| Ch    | Goslarer Platz mit Spielplatz (Lage)                                       | 00137, 00943                                                                         | 1912–1913                              | Erwin Barth                                 | 0,87                     | Der Goslarer Platz wurde 1909 benannt und entstand durch Freihaltung eines Blockes im Zuge der Bebauungsplanung für diesen mittelständischen Stadtteil Charlottenburgs. Der damalige Garteninspektor Ludwig Neßler fertigte im Jahr 1909 einen Entwurf für den Stadtplatz an. Dieser sah im Süden einen ovalen Spielplatz und im Norden eine halbrunde Schmuckanlage vor. Der Entwurf wurde erst zwischen den Jahren 1912 und 1913 umgesetzt, als Erwin Barth Gartendirektor geworden war. Barth übernahm den Entwurf von Neßler, änderte aber die Bepflanzung und die räumliche Erscheinungsweise. Nach 1945 blieb der Stadtplatz trotz Gemüseanbau in seinen Strukturen erhalten und steht heute unter Denkmalschutz. |
| Ch    | Karl-August-Platz mit Spielplatz (Lage)                                    | 00494, 00524, 07030                                                                  | 1894                                   |                                             | 0,71                     | Der Karl-August-Platz ist ein quadratischer Stadtplatz in der Nähe der Wilmersdorfer Straße. Der Platz ist hauptsächlich für seinen Markt bekannt. Mittig auf dem Platz befindet sich die Trinitatis-Kirche. In der Grünanlage gibt es zwei Spielplätze. |
| Ch    | Klausenerplatz mit Spielplatz (Lage)                                       | 00150, 00490                                                                         | 1887                                   | Erwin Barth                                 | 1,27                     | Der Blockplatz gegenüber dem Schloss Charlottenburg war von 1844 bis 1889 Reitplatz der Garde du Corps. 1894 wurde er als begrünte Freifläche angelegt und hieß zunächst Friedrich-Karl-Platz. 1921/22 gestaltete Erwin Barth den Platz neu mit einem Kinderspielplatz im Mittelteil, erhöhten Sitzplätzen an den Ecken und Pappel-Rondellen. 1950 erhielt er den Namen des Politikers Erich Klausener. |
| Ch    | Kuno-Fischer-Platz (Lage)                                                  | 00154                                                                                | 1910–1913 (1928–1930 Umbau)            | Erwin Barth & Heinrich Seeling Felix Buch   | 0,41                     | Der Kuno-Fischer-Platz ist ein Gartendenkmal, liegt an der Ostseite des Lietzensees hinter dem Gebäude der ehemaligen Knappschafts-Berufsgenossenschaft zwischen Lietzensee und Kuno-Fischer-Straße. Seit 1913 steht auf dem Platz die Steinskulptur eines Fauns, einen Knaben das Flötenspiel lehrend, von Gerhard Janesch. Zwischen 1928 und 1930 wurde der Platz umgestaltet. |
| Ch    | Lietzenseepark / Nord – Kleine Kaskade (Lage)                              | 00158.2                                                                              | 1912                                   | Erwin Barth, Heinrich Seeling               | 0,23                     | Die Kleine Kaskade am Lietzensee wird aus einem Rundbecken mit Fontäne an der Wundtstraße gespeist und von zwei Laubengängen gesäumt. Sie ging 2020 zum 100-jährigen Jubiläum der Parkanlage nach zehnjährigem Stillstand wieder in Betrieb. Richard Kolkwitz, Mitarbeiter der Königlichen Landesanstalt für Wasserhygiene, schlug bei Einrichtung der Anlage vor, durch die Einleitung des sauerstoffhaltigen Trink- und Grundwassers der kleinen Kaskade das Algenwachstum im Lietzensee auf natürliche Weise zu bekämpfen. Wenn dies auch nur geringen Erfolg hatte, so gilt seine Idee heute jedoch als eine der ersten Gewässerrestaurierungen überhaupt. |
| Ch    | Lietzenseepark/Nord & Süd mit Spielplatz (Lage)                            | 00144, 00158, 00492, 00515, 00516, 00543                                             | 1824                                   | Erwin Barth                                 | 10,42                    | Der Park ergänzte bereits vorher um den Lietzensee entstandene Plätze, er ist seit den späten 1990er Jahren ein Gartendenkmal. Im See sprudeln zwei Fontänen, und im umgebenden Park sind mehrere Denkmale und Skulpturen aufgestellt. Spazierwege, Bänke und ein Spielplatz laden Besucher ein. |
| Ch    | Lietzenseepark/Süd – Große Kaskade (Dernburgplatz) (Lage)                  | 00144.2                                                                              | 1824 1905–1906 1912–1913               | Ludwig Neßler Erwin Barth Heinrich Seeling  | 0,29                     | Die Große Kaskade am Lietzensee befindet sich am südlichen Ende des Parks an der Dernburgstraße. Das Wasser der Kaskade fließt über mehrere Stufen in den Lietzensee. An ihrem Ende befindet sich eine weiße Pergola. Im Jahr 2005 wurde die Kaskade von der Stiftung Denkmalschutz Berlin für 246.000 Euro restauriert und 21. Juli 2006 der Öffentlichkeit übergeben. |
| Ch    | Margarete-und-Arthur-Eloesser-Park (Lage)                                  | 00527                                                                                |                                        |                                             | 0,48                     | Die Grünanlage wurde am 23. April 2008 nach einer Umgestaltung wieder eingeweiht. Sie befindet sich in der Nähe des Bahnhofs Charlottenburg. |
| Ch    | Mierendorffplatz mit Spielplatz (Lage)                                     | 00131, 00482                                                                         | 1887 1912–1913 (1950–1951 1979 Umbau)  | Erwin Barth                                 | 0,86                     | Die gleichnamige Grünanlage wurde 1912–1913 nach einem Entwurf des Landschaftsarchitekten Erwin Barth angelegt und ist als Gartendenkmal geschützt. Der Mierendorffplatz ist – im Gegensatz zu den repräsentativen Parkanlagen des ausgehenden 19. Jahrhunderts – eher funktional, aber gleichzeitig anspruchsvoll gestaltet. Der nördliche Teil des Platzes war wiederum in zwei Teile geteilt. Im östlichen Teil befindet sich ein Spielplatz, im Westen wurde ein Blumengarten angelegt, dessen Achsenkreuz in der Mitte durch einen Springbrunnen ergänzt wird. Im Inneren des Platzes wurden hauptsächlich Rosen gepflanzt. Die Anlage wird durch Platanen eingefasst. |
| Ch    | Österreichpark & Garten mit Spielplatz (Lage)                              | 00138, 00138.1, 00546                                                                | 2013                                   |                                             | 2,52                     | Die Grünanlage grenzt südlich direkt an die Spree und östlich an die Sömmeringstraße; sie wurde im Jahr 2013 neu gestaltet. |
| Ch    | Savignyplatz (Lage)                                                        | 00160                                                                                | um 1975 (1970er/1980er)                | Erwin Barth                                 | 0,53                     | Der Blockplatz wird von drei Straßen durchkreuzt, wobei die Kantstraße als größte Straße in Ost-West-Richtung den Platz teilt. Die beiden anderen Straßen sind die Grolmanstraße (von Nordwest nach Südost) und die Knesebeckstraße (Nord-Süd-Richtung). Von der Nordostseite des Platzes führt die Carmerstraße als Einbahnstraße zum Steinplatz an der Hardenbergstraße. |
| Ch    | Schlosspark Charlottenburg (Lage)                                          | 00126                                                                                | um 1730                                |                                             | 49,83                    | Der Park wurde beim Bau des Schlosses Charlottenburg zwischen 1695 und 1791 angelegt. |
| Ch    | Schustehruspark mit Spielplatz (Lage)                                      | 00152, 00491                                                                         | 1914                                   | Erwin Barth                                 | 1,20                     | Der Park entstand 1881/82 als Gartenanlage der Villa Oppenheim auf dem Grundstück des Grafen von Kameke. 1914 wurde er von Gartendirektor Erwin Barth zu einem öffentlichen Park gestaltet. 1947/48 erfolgte die Wiederherstellung und Erweiterung durch Walter Hilzheimer. Der Park ist ein gelistetes Gartendenkmal. |
| Ch    | Steinplatz (Lage)                                                          | 00155                                                                                | 1885                                   |                                             | 0,32                     | Der Steinplatz wurde 1885 angelegt. Auf dem in der Nachkriegszeit neugestalteten und begrünten Platz befinden sich je ein Gedenkstein für die Opfer des Nationalsozialismus und des Stalinismus (errichtet 1951) sowie eine Büste des Namensgebers. Zwischen November 2017 und Mai 2018 wurde der Platz durch das Bezirksamt Charlottenburg-Wilmersdorf erneut umgestaltet. |
| ChN   | Volkspark Jungfernheide (extensiv & intensiv) mit Spielplatz (Lage)        | 00125.1, 00125.2, 00511                                                              | 1923                                   | Erwin Barth                                 | 112 (gesamt)             | Der Name der Gegend bezieht sich auf die Jungfern, die Angehörigen des Benediktinerinnenklosters in Spandau, zu deren Besitz das Gebiet im Mittelalter gehörte. Der Straßenname Nonnendamm geht ebenfalls auf die Spandauer Schwestern zurück, die diese Wegeverbindung von Spandau nach Berlin-Cölln befestigen ließen. Die Stadt Charlottenburg erwarb 1904 vom preußischen Staat ein etwa 200 Hektar großes Teilstück der Jungfernheide für die Anlage eines Stadtparks. Im gleichen Jahr (1904) wurde die Kolonie Gartenfeld Jungfernheide, Kolonie Rotes Kreuz auf dem Dienstacker der Försterei als eine der ersten Arbeitergarten-Anlagen in Berlin gegründet. |
| Gr    | Bismarckplatz (Lage)                                                       | 00047                                                                                | 1880                                   |                                             | 0,21                     | Der Bismarckplatz entstand bei Gründung der Villenkolonie Grunewald 1880 im Rahmen der Einrichtung der Hubertusallee mit sieben Straßeneinmündungen als Joachimplatz mit Rasenflächen und Gruppen verschiedener Gehölze. Ursprünglich war ein Springbrunnen vorgesehen, der jedoch nicht realisiert wurde. Die Erstbenennung als Joachimplatz war als Widmung an den Berliner Komponisten und Violinvirtuosen Joseph Joachim gedacht. Im Jahr 1897 wurde im östlichen Teil ein Bismarckdenkmal aufgestellt. Am 24. Januar 1898, noch vor dem Tod Otto von Bismarcks, wurde der Platz dann in Bismarckplatz in Erinnerung an dessen Verdienste bei der Gründung der Kolonie Grunewald umbenannt. 1903 wurde auf dem Gebiet des Bismarckplatzes eine Wartehalle in Kombination mit Bedürfnisanstalt, Schuppen und später zusätzlichem Zeitungskiosk von Baurat Carl Lange errichtet. Es ist das älteste hier erhaltene Gebäude und steht heute unter Denkmalschutz |
| Gr Hs | Friedenthalpark mit Spielplatz (Lage)                                      | 00052, 00907                                                                         | 1938                                   | Joseph Pertl                                | 3,05                     | Der Park entstand nach dem Abriss des Lunaparks, eines Vergnügungsparks mit Restauration, im Jahr 1935. Nach der Umgestaltung in einen Naturpark erhielt er den Namen Halenseepark nach dem dort befindlichen Halensee. Im Jahr 1997 vergab die Bezirksverwaltung den heutigen Namen und ehrt damit den preußischen Unternehmer und Politiker Karl Rudolf Friedenthal. Die Grünanlage, vor allem mit Buchen bewachsen, umfasst den Halensee sowie eine Liegewiese (siehe Bild) und einen Spielplatz in Form eines gestrandeten hölzernen Bootes. |
| Gr    | Hubertussee – Delbrückstraße (Lage)                                        | 00062                                                                                |                                        |                                             | 1,06                     | Die Uferanlage verläuft von der Bismarck- bis zur Hubertusallee. |
| Gr    | Johannaplatz (Lage)                                                        | 00048                                                                                | 1890                                   | Hermann Röhr Königlicher Gartenbauinspektor | 0,60                     | Der Johannaplatz war im Bebauungsplan als Kirchplatz ausgewiesen, wurde aber 1896 vom Königlichen Garteninspektor Röhr als Grünanlage mit Gruppen verschiedener Laub- und Nadelgehölze und halbkreisförmigen Sitzplätzen in der Mitte gestaltet, die noch heute weitestgehend erhalten sind. Der Platz wurde 1898 nach Johanna von Bismarck benannt, der Ehefrau Otto von Bismarcks. |
| Gr    | Robert-Stolz-Anlage (Lage)                                                 | 00065                                                                                | vor 1980                               |                                             | 1,13                     | Die Robert-Stolz-Anlage ist eine langgestreckte rechteckige Waldgrünanlage, die durch die Clayallee und Waldmeisterstraße begrenzt wird. Der Waldpark ist eine Mischung aus Laub- und Nadelbäumen. Benannt wurde der Park 1980 nach dem Operettenkomponisten Robert Stolz anlässlich seines 100. Geburtstages. Am Eingang zur Clayallee erinnert ein Findling an ihn. |
| Gr    | Villa und Garten Harteneck (Lage)                                          | 00039                                                                                | 1912                                   | Adolf Wollenberg                            | 0,83                     | Der Parkzugang liegt an der Douglasstraße 7–9. Der Park ist ein Gartendenkmal und seit 1985 ein öffentlicher Garten. Er ist von der Anlage her zweigeteilt. Auf einer Seite der Villa dominiert ein geometrisches, gestuftes Rasenparterre mit einem Springbrunnen die Grünanlage und wird mit einer steinernen Pergola abgeschlossen. Auf der entgegengesetzten Seite befindet sich ein Waldstück mit vielen jahrzehntealten Bäumen. Der Park ist Teil des bezirklichen Uferwanderweg-Konzeptes und besitzt vom Dianasee über die Fontanestraße 15 einen weiteren Zugang. |
| Sd    | Betty-Hirsch-Platz (Lage)                                                  | 00186                                                                                |                                        |                                             | 0,38                     | Der Platz an der Rheinbabenallee / Ecke Hundekehlestraße am Roseneck wurde am 8. März 2008 nach der erblindeten dänisch-deutsch-jüdischen Sängerin und Pädagogin Betty Hirsch benannt, die 1914 die erste Kriegsblindenschule in Berlin gegründet hatte. |
| Sd    | Carl-Ludwig-Schleich-Promenade (Lage)                                      | 00026                                                                                |                                        |                                             | 0,74                     | Die Carl-Ludwig-Schleich-Promenade verläuft von der Kreuzung Delbrück- / Elgersburger / Plöner Straße zur Hubertusallee / Franzensbader Straße. Am 23. April 1959 wurde die Grünanlage nach dem Schriftsteller und Mediziner Carl Ludwig Schleich benannt. |
| Sd    | Kissinger Platz mit Spielplatz (Lage)                                      | 00099, 00903                                                                         | 1926                                   | Heinrich Wiepking                           | 0,42                     | Der Platz wurde 1891 ausgewiesen und 1911 im Bebauungsplan als Schmuckplatz mit Diagonalwegen und Freifläche in der Mitte dargestellt. Er entstand als Grünanlage für die Reichsbanksiedlung von Werner March. Der Brunnen mit der Bronzeskulptur „Knabe mit Fisch“ wurde 1925 von Paul Leibküchler geschaffen und auf dem Platz aufgestellt. 1954 ersetzte ein Neuguss das Original. |
| Sd    | Kolberger Platz mit Spielplatz (Lage)                                      | 00029, 00894                                                                         | nach 1900                              | Erneuerung u. a. durch Karl Schmid          | 0,30                     | Der Kolberger Platz ist ein Dreiecksplatz, auf den sechs Straßen einmünden. Er wurde nach 1900 mit Rasen und Gehölzgruppen angelegt. Benannt wurde der Platz 1908 nach dem pommerschen Seebad Kolberg. Im Jahre 1965 wurde die Grünanlage um einen Kinderspielplatz erweitert und 1972 erneuert. |
| Sd    | Messelpark mit Spielplatz (Lage)                                           | 00034, 00896, 00898                                                                  |                                        |                                             | 3,47                     | Der Park liegt mit seinem kleineren Teil im Ortsteil Dahlem des Bezirks Steglitz-Zehlendorf. Er beginnt an der Clayallee in Schmargendorf und setzt sich bis nach Dahlem fort. Namensgeber des Schmargendorfer Teiles ist der Architekt Alfred Messel. Auf der Grünanlage befindet sich u.a ein Findling. |
| We    | Branitzer Platz (Lage)                                                     | 00186                                                                                | um 1867 1894–1895 (1950 u. 1960 Umbau) | Ludwig Neßler Joachim Kaiser                | 0,79 (100 m Durchmesser) | Der Branitzer Platz ist eine begrünte Mittelinsel, bestehend aus einer Rasenfläche mit Blumenbeeten und einer Alleeumrahmung. Der Platz wird von Villen auf großen Gartengrundstücken umgeben. 1950 wurde die Grünanlage durch Joachim Kaiser wiederhergestellt und 1960 umgestaltet. |
| We    | Brixplatz mit Spielplatz (Lage)                                            | 00617, 00927                                                                         | 1909                                   | Erwin Barth                                 | 1,82                     | Der 2,1 Hektar große Park soll den Stadtbewohnern die Geologie, Flora und Fauna des Brandenburger Umlandes nahebringen. So bildet die auf der Ostseite angelegte Felsformation die Rüdersdorfer Kalkfelsen nach. Es finden sich Situationen mit Findlingen, eine Kiesgrube mit Waldkiefern und künstlich angelegte Teich- und Sumpfbereiche als Biotop für Pflanzen und Tiere aus dem Berliner Umland, die allerdings bis 1960 der Öffentlichkeit nicht zugänglich waren. Der Park lehnt sich an die vorgefundene Topographie an und weist Höhenunterschiede von bis zu 14 Metern auf. |
| We    | Fließwiese Ruhleben – NSG (Naturschutzgebiet) (Lage)                       | 00203                                                                                |                                        |                                             | 11,70                    | Das 11,8 Hektar umfassende Feuchtgebiet ist seit 1959 als Naturschutzgebiet ausgewiesen, Schutzgebiet der europäischen Fauna-Flora-Habitat-Richtlinie und Bestandteil des länderübergreifenden Schutzgebietssystems Natura 2000. Es ist ein Teil der Stauch- und Endmoränenlandschaft der Murellenberge im Nordband des Teltowplateaus und der nördliche Ausläufer des Trockentals Murellenschlucht. Den ehemaligen See prägt ein Bestand an Wasserpflanzen, ein Schwarzerlenbiotop und der Amphibienreichtum – darunter ist insbesondere der streng geschützte Nördliche Kammmolch zu nennen, der der Fließwiese die Meldung als Natura-2000-Gebiet einbrachte. Aufgrund erheblich schwankender Wasserstände veränderte sich die Vegetation in der torfigen Senke immer wieder stark. |
| We    | Fürstenplatz mit Spielplatz (Lage)                                         | 00613, 00946                                                                         | 1907                                   |                                             | 0,69                     | Der Platz wurde 1907 als Rasenplatz mit Gehölzgruppen angelegt und am 24. April 1908 benannt. Der Name ist erstmals 1908 im Berliner Adressbuch gelistet. Im Jahr 1949 folgte eine Umgestaltung durch Walter Hilzheimer mit abgetrenntem Fußballplatz. |
| We    | Georg-Kolbe-Hain (Lage)                                                    | 00824                                                                                | 1916 1920–1923 1933–1935               | Richard Köhler Erwin Barth Felix Buch       | 2,68                     | Die Anlage besteht seit den 1910er Jahren als Ortelsburgpark. 1920–23 wurde sie um weitere Flächen ergänzt, größere Umgestaltungen nahm Felix Buch 1933–1935 vor. Danach erhielt der Grünzug den Namen Heidepark. Die Namensgebung nach dem Bildhauer Georg Kolbe, der in der Nähe seinen Wohnsitz hatte, erfolgte 1957. Der Hain ist ein Gartendenkmal. |
| We    | Heilsberger Dreieck mit Spielplatz (Lage)                                  | 01260, 00507                                                                         |                                        |                                             | 1,47                     | Der Heilsberger Dreieck ist eine Waldgrünanlage mit Spielplatz und wird begrenzt von Heerstraße, Flatowallee und Heilsberger Allee. |
| We    | Karolingerplatz mit Spielplatz (Lage)                                      | 00168, 00497                                                                         | 1913                                   | Erwin Barth                                 | 0,79                     | Der Platz wurde 1906 ausgewiesen und 1912/1913 vom Charlottenburger Gartendirektor Erwin Barth gestaltet. Dabei wurde bereits damals im südlichen Bereich ein Spielplatz angelegt. Der Platz ist ein gelistetes Gartendenkmal. |
| We    | Murellenweg - Baumannsche Wiese mit Spielplatz (Lage)                      | 00128.2, 00496                                                                       |                                        |                                             | 3,31                     | Ruhleben Murellenteich |
| We    | Murellenweg - Grüngürtel am Olympiastadion (Lage)                          | 00128.1                                                                              |                                        |                                             | 7,64                     | Westend Rominter Allee |
| We    | Ortelsburgpark mit Spielplatz (Lage)                                       | 00169, 00535                                                                         | 1916                                   | Richard Köhler                              | 2,53                     | Die Grünanlage befindet sich zwischen Grunewald und Heerstraße. |
| We    | Ruhwaldpark mit Spielplatz (Lage)                                          | 00127, 00486                                                                         | 1867–1868                              | Carl Schwatlo                               | 10,28                    | Der Park wird begrenzt vom Spandauer Damm und der Gartenanlage am Ruhwaldweg. |
| We    | Theodor-Heuss-Platz – Mittelinsel (Lage)                                   | 00192                                                                                | 1904 bis 1908                          |                                             | 0,92                     | Der Platz wurde von 1904 bis 1908 im Rahmen der Bebauung Neu-Westends als Schmuckplatz angelegt und erhielt den Namen Reichskanzlerplatz. Am 21. April 1933 wurde der Platz in Adolf-Hitler-Platz umbenannt. Bei den Planungen Hitlers und seines Baumeisters Albert Speer, Berlin in eine „Welthauptstadt Germania“ umzuwandeln, war der Platz als Westende der Ost-West-Achse vorgesehen. Auf dem Theodor-Heuss-Platz brennt die Ewige Flamme als Denkmal für die Opfer von Flucht und Vertreibung. |
| Wi    | Gerhart-Hauptmann-Anlage mit Spielplatz (Lage)                             | 00007, 00932                                                                         | vor 1940                               |                                             | 1,05                     | Die Grünanlage wurde am 18. Juli 1950 anlässlich der Einweihung des Bundeshauses durch Bundeskanzler Konrad Adenauer umbenannt. Sie enthält diverse Gedenktafeln. |
| Wi    | Heidelberger Platz mit Spielplatz (Lage)                                   | 00019, 00890                                                                         | um 1913                                | Paul Jatzow und Richard Thieme              | 0,41                     | Bereits im Jahr 1905 war hier einfacher Stadtplatz vorhanden. Im Bebauungsplan des Rheingauviertels vom Jahr 1909 war die Aufhebung der zerschneidenden Straße und eine Vergrößerung des Platzes nach Osten vorgesehen. Im Jahr 1913 genehmigte die Stadt Wilmersdorf diese Planänderung und beschloss, den Entwurf des Architekten Paul Jatzow zu verwirklichen. Der Platz bekam eine unregelmäßige Form, in der Mitte wurde ein Rasenoval angelegt, und die Restflächen verschwanden hinter Hecken und Gebüsch. Im Oktober 1913 war der Platz fertiggestellt. Seit dem Jahr 1995 steht der Heidelberger Platz unter Denkmalschutz. |
| Wi    | Hohenzollernplatz (Lage)                                                   | 00010                                                                                | 1901                                   |                                             | 0,42                     | Der Hohenzollernplatz, benannt nach dem Kaiserhaus Hohenzollern, befindet sich in der Nähe des Hohenzollerndamms und dem U-Bahnhof Hohenzollernplatz. |
| Wi    | Ludwigkirchplatz mit Spielplatz (Lage)                                     | 00006, 00931                                                                         | 1891                                   | Richard Thieme                              | 0,59                     | Der Ludwigkirchplatz besteht aus einer Grünanlage an der östlichen und einem Platz an der westlichen Seite. Dazwischen befindet sich die St.-Ludwigs-Kirche. |
| Wi    | Olivaer Platz mit Spielplatz (Lage)                                        | 00008, 01503                                                                         | 1892                                   | Richard Thieme                              | 0,84                     | Der Olivaer Platz ist ein rechteckiger Platz in der Nähe des Kurfürstendamms. Im Jahr 2020 wurde der Platz neu gestaltet. |
| Wi    | Preußenpark (Thaipark) mit Spielplatz (Lage)                               | 00004, 00866                                                                         | 1904                                   | Richard Thieme                              | 5,26                     | Der Preußenpark ist auch als Thaipark bekannt, da hier jeden Sonntag ein asiatischer Street-Food-Verkauf stattfindet. Der Park beherbergt zwei Spielplätze und mehrere Skulpturen, darunter eine Skulptur der namengebenden Borussia. |
| Wi    | Rüdesheimer Platz mit Spielplatz (Lage)                                    | 00021, 00860                                                                         | 1912–1913                              | Richard Thieme                              | 0,76                     | Die Grünanlage verfügt über einen alten Baumbestand und Blumenrabatten. Das gesamte Gebiet wurde 1988 als „Geschützter Baubereich mit Gartendenkmal“ festgesetzt. Von Mai bis September findet hier der Rheingauer Weinbrunnen statt. |
| Wi    | Schoelerpark (Lage)                                                        | 00017                                                                                | 1931                                   |                                             | 0,53                     | Der Schoelerpark erstreckt sich hinter dem Schoeler-Schlösschen an der Wilhelmsaue bis zur Straße Am Schoelerpark. Am 9. Februar 1931 wurde der Platz nach dem Augenarzt Heinrich Schoeler benannt, der Besitzer des Schoeler-Schlösschens war. Der Park besteht aus einer naturbelassenen Wiese mit Buschwerk und alten Bäumen. |
| Wi    | Volkspark Wilmersdorf, Fennseeanlage & Staudengarten mit Spielplatz (Lage) | 00013, 00013.1, 00013.2, 00013.3, 00013.4, 00013.5, 00013.6, 00842, 00842.1, 00842.2 | 1913                                   | Richard Thieme                              | 17,84                    | Die Grünanlage bildet mit dem angrenzenden Rudolph-Wilde-Park im benachbarten Ortsteil Schöneberg ein Ensemble. |
| Wi    | Wilhelmsaue – Mittelpromenade mit Spielplatz (Lage)                        | 00016, 00944                                                                         | 1888                                   |                                             | 0,68                     | Die Grünanlage Wilhelmsaue – Mittelpromenade wird durch die Blissestraße, Mehlitzstraße und die Straße Wilhelmsaue begrenzt. Zwischen 1300 und 1875 hieß die Straße Dorfaue, danach zwischen 1875 und 1888 Wilhelmstraße und ab dem 15. März 1888 Wilhelmsaue. Im Jahr 1888 erhielt der Verkehrsweg in der Mitte eine Grünanlage und ist seit dem Jahr 1985 offizielle Grünanlage. Auf der Mittelpromenade erinnert an der Ecke Mehlitzstraße ein Findling mit Gedenktafel an die frühere Dorfstraße. |